# Élections municipales de 2026 à Aix-en-Provence
Pour des articles plus généraux, voir Élections municipales françaises de 2026 et Élections municipales de 2026 dans les Bouches-du-Rhône.
Les élections municipales de 2026 à Aix-en-Provence auront lieu en mars 2026. Elles visent au renouvellement du conseil municipal et du conseil métropolitain de la métropole d'Aix-Marseille-Provence.

## Modalités du scrutin

### Dates
Ces élections se tiendront en mars 2026, les dates précises seront annoncées par décret au moins 3 mois avant le scrutin.

### Mode de scrutin
L'élection des conseillers municipaux et métropolitains se déroule selon un scrutin de liste à deux tours avec prime majoritaire : les candidats se présentent en listes complètes avec la possibilité de deux candidats supplémentaires. Lors du vote, on ne peut faire ni adjonction, ni suppression, ni modification de l'ordre de présentation des listes. Chaque bulletin de vote comporte deux listes : une liste de candidats aux seules élections municipales et une liste de ceux également candidats au conseil métropolitain.
Le nombre de sièges à pourvoir au conseil municipal d'Aix-en-Provence correspond à celui des communes dont la population est comprise entre 100 000 et 150 000 habitants, soit 55 sièges. Les conseillers municipaux sont élus au suffrage universel direct pour une durée de mandat de six ans. L'élection se termine au premier tour en cas de majorité absolue. Le cas échéant, un second tour a lieu. Les listes qui ont obtenu au moins 10 % des suffrages exprimés au premier tour peuvent se présenter au second. Les candidats des listes qui ont obtenu plus de 5 % des suffrages exprimés au premier tour peuvent rejoindre une autre liste.
La liste ayant obtenu le plus de voix se voit attribuer la moitié des sièges, arrondie à l'entier supérieur si nécessaire. Ainsi, la liste majoritaire obtiens automatiquement 28 sièges. Les 27 sièges restants sont attribués à la représentation proportionnelle à la plus forte moyenne aux listes ayant obtenu au moins 5 % des suffrages exprimés au second tour (ou au premier tour en cas de tour unique).

## Contexte

### Scrutin précédent
Les élections municipales de 2020 ont été marquées par une abstention massive en raison de la pandémie de Covid-19, la participation lors du 1er tour s'étant effondrée de 59 % en 2014 à 36 % en 2020.
Sur le plan local, la liste conduite par la républicaine Maryse Joissains-Masini, candidate à sa propre succession, parvient à se maintenir en tête bien que perdant 2 sièges.
La liste de la République en Marche, conduite par Anne-Laurence Petel, parvient à faire entrer 9 élus au conseil municipal devenant ainsi la principale force d'opposition.
La liste menée par Marc Pena, ayant réussi à unir la gauche, à l'exception des écologistes, parvient à se maintenir au conseil municipal malgré son recul de 10 à 6 sièges.
Le Rassemblement national ne parvient pas à conserver ses 3 sièges, la liste n'ayant pas atteint les 10% au 1er tour et n'ayant pas fusionné avec une autre liste pour le 2d.
C'est également le cas de la liste divers droite menée par Jean-Marc Perrin et de la liste écologiste menée par Europe Écologie - Les Verts, bien que celle-ci fasse mieux que la liste de 2014, cette dernière n'ayant à l'époque pas réussi à passer la barre des 5%. Ces deux listes échouent de peu à entrer à la mairie ayant eu entre 9 et 10% des voix au 1er tour.

## Candidatures déclarées
Sophie Joissains, maire sortante UDI, déclare dès le 21 octobre 2023 sa volonté de se représenter aux élections de 2026.
Le 3 avril 2025, Marc Pena, déjà candidat en 2020 et député de la 11e circonscription, est désigné par les militants socialistes pour représenter le parti durant les prochaines élections municipales.
Le 21 juin 2025, le conseiller régional Jean-Louis Geiger est investi par son parti, le Rassemblement national, et par son allié à l'Assemblée nationale, l'Union des droites pour la République.

## Sondages
Tout sondage d'opinion est affecté par une marge d'erreur.
Une couleur arbitraire est associée à chaque institut de sondage ; ces couleurs sont une aide visuelle et ne correspondent pas à une tendance politique.

## Résultats
|                          |                   |          |              |              |             |             |        |        |  |
| Tête de liste            | Tête de liste     | Liste    | Premier tour | Premier tour | Second tour | Second tour | Sièges | Sièges |  |
| Tête de liste            | Tête de liste     | Liste    | Voix         | %            | Voix        | %           | CM     | CC     |  |
|                          | Jean-Louis Geiger | RN - UDR |              |              |             |             |        |        |  |
|                          |                   |          |              |              |             |             |        |        |  |
|                          | Sophie Joissains  | UDI      |              |              |             |             |        |        |  |
|                          |                   |          |              |              |             |             |        |        |  |
|                          | Marc Pena         | PS       |              |              |             |             |        |        |  |
|                          |                   |          |              |              |             |             |        |        |  |
|                          |                   |          |              |              |             |             |        |        |  |
| Votes valides            |                   |          |              |              |             |             |        |        |  |
| Votes blancs             |                   |          |              |              |             |             |        |        |  |
| Votes nuls               |                   |          |              |              |             |             |        |        |  |
| Total                    | Total             | Total    |              | 100          |             | 100         | 55     | 17     |  |
| Abstention               |                   |          |              |              |             |             |        |        |  |
| Inscrits / participation |                   |          |              |              |             |             |        |        |  |